# Joop Donkervoort
Joop A. Donkervoort (22 augustus 1949) is een Nederlands zakenman en oprichter van Donkervoort Automobielen.

## Opleiding
Donkervoort wilde oorspronkelijk naar de Kunstacademie maar onder druk van zijn vader, directeur van een technisch bedrijf dat onder andere manometers maakte, gaat hij op de MTS in Rotterdam Werktuigbouwkunde studeren. Daarna studeerde hij aan het Instituut voor de Autohandel en liep enige tijd stage in Frankrijk bij DAF. 

## Loopbaan
In Nederland werkt hij enige tijd bij autogordelfabrikant Dynasafe. Ook werkte hij bij Renault als service-inspecteur. In zijn vrije tijd werkte hij graag aan het verbeteren van de Lotus Seven. Na enige tijd kocht hij de importeur van de Lotus Seven, maar dat bleek een miskoop, omdat de Lotus Seven nog geen typekeuring voor Nederland had, en daarmee illegaal was. Er moest telkens geld bij het project, dat hij van zijn vader kreeg, of door zijn hypotheek te verhogen. Door verbeteringen aan het model verkreeg hij uiteindelijk rond 1973 een typekeuring van de RDW en begon hij de auto zelf als bouwpakketten te leveren. Daaruit ontstond zijn eigen merk: Donkervoort Automobielen.

## Bedrijf
De eerste fabriek stond in Tienhoven. Toen uitbreiding nodig was verhuisde de fabriek naar Loosdrecht. In 1995 reed Donkervoort zelf mee in de door hem opgerichte race voor de Donkervoort cup.
Sinds 2000 staat de Donkervoortfabriek in Lelystad.
- Nederlandse Thesaurus van Auteursnamen: 392703912
- Virtual International Authority File: 317180517